# Condominium
Pour les appartements en copropriété en Amérique du Nord, voir Copropriété.
Un condominium est, en droit international public, un territoire sur lequel plusieurs États souverains exercent une souveraineté conjointe au terme d'un accord formel. Les seuls territoires terrestres historiquement connus sous cette dénomination sont le condominium anglo-égyptien sur le Soudan (1899-1956) et le condominium franco-britannique des Nouvelles-Hébrides (1906-1980). Les condominiums existant encore au XXIe siècle ne concernent que des territoires fluviaux ou maritimes, avec parfois des ponts et des îlots.
Le droit international public distingue le concept de condominium, dont le territoire ne dispose pas d'une « personnalité internationale », du co-imperium (par exemple les zones d'occupation de l'Allemagne en 1945-1949), qui constitue une forme de tutelle provisoire exercée par plusieurs États souverains sur un autre État, qui continue à exister en tant qu'entité de droit international.
En règle générale, l'accès aux condominiums existant au XXIe siècle est interdit au public. C'est le cas par exemple de l'île des Faisans, située entre la France et l'Espagne, qui n'accueille des visiteurs qu'exceptionnellement.

## Historique
Le concept est attesté dès 1682 dans un traité publié à Tübingen, Tractatio de condominio territorii, par Ulrich Thomas, suivi en 1776 de De Condominio, à cette époque du Saint-Empire romain germanique il désignait la copropriété de type féodal d'un territoire, ville ou terres, par plusieurs princes souverains. C'est seulement au XIXe siècle qu'il est détaché de la notion de propriété pour désigner la gestion par deux États souverains ou plus.
Le premier cas de ce type selon le Manuel de droit international public de Fauchille et Bonfils (1912) est le condominium des trois duchés de Schleswig, du Holstein et du Lauenburg administrés conjointement par l'Autriche et la Prusse, pour compte de la Confédération germanique, en vertu du Traité de Vienne de 1864, condominium qui a pris fin après la guerre austro-prussienne de 1866 par le traité de Prague de 1866.
Fauchille et Bonfils citent également le « condominium spécial » de l'archipel de Samoa établi en 1889-1890 entre l'Allemagne, l'Angleterre et les États-Unis, qui a pris fin avec le traité de Samoa de 1899 qui divisent les îles Samoa entre l'Allemagne et les États-Unis en échange de la renonciation par l'Allemagne de ses droits sur les îles Tonga et sur une partie des îles Salomon.
Ils ne mentionnent toutefois pas les Nouvelles-Hébrides dont le statut défini par la Convention franco-anglaise du 20 octobre 1906 ne fait pas explicitement mention du terme « condominium », mais celui-ci lui est appliqué dès 1907 par la Revue générale de droit international public et par la Revue des sciences politiques, et dans le titre d'un ouvrage de 1908 écrit par le juriste Nicolas Politis.

## Théories
Les théories du condominium sont nombreuses : dans une étude de 1964, un professeur australien en dénombrait 25, qu'il divisait en trois catégories « selon qu'elles se rattachent au concept de souveraineté de l'État, sujet unique du droit international, ou au concept de compétence, ou enfin à l'idée d'une communauté internationale partielle ».
Dans le premier cas, la définition du condominium est malaisée, car « la souveraineté […] est un superlatif » : elle ne s'accommode pas d'un partage. Hormis le cas où la souveraineté est alternée (comme sur l'île des Faisans), « l'analyse de la notion de condominium doit donc dépasser le postulat classique de la souveraineté de l'État, sujet unique du droit international ». Dans le second cas, le condominium est « une modalité de la compétence territoriale, à côté d'autres cas de compétences territoriales limitées (protectorats, territoires sous mandat, territoires sous tutelle, cession à bail) ».
Le troisième cas permet de donner au condominium « une place spécifique dans la théorie générale du droit international ». Accordant la souveraineté sur un territoire donné à au moins deux États, un condominium implique une communauté internationale. Qu'elle soit dite « partielle » n'indique pas que ses compétences sont réduites par rapport aux États mais que ce n'est pas une communauté internationale à vocation universelle (comme l'ONU). Sur le territoire du condominium, c'est la communauté qui exerce le pouvoir. Cependant, par rapport à d'autres communautés de ce type (protectorat, Union française, etc.), « le condominium se caractérise par l'égalité juridique et fonctionnelle des États qui en sont membres ».
Alain Coret, dans Le Condominium (1960), distingue trois types de condominiums : frontaliers, coloniaux et successoraux, ces derniers résultant de solutions adoptées par le biais de traités de paix pour des zones contestées. Il le définit dans un article de 1962 comme « le régime applicable à un territoire à l'égard duquel la jouissance et l'exercice des compétences reconnues aux États par le droit des gens appartient à une communauté internationale partielle caractérisée par l'égalité juridique et fonctionnelle des États qui en sont membres ».

## Condominiums actuels

### Territoires fluviaux ou maritimes

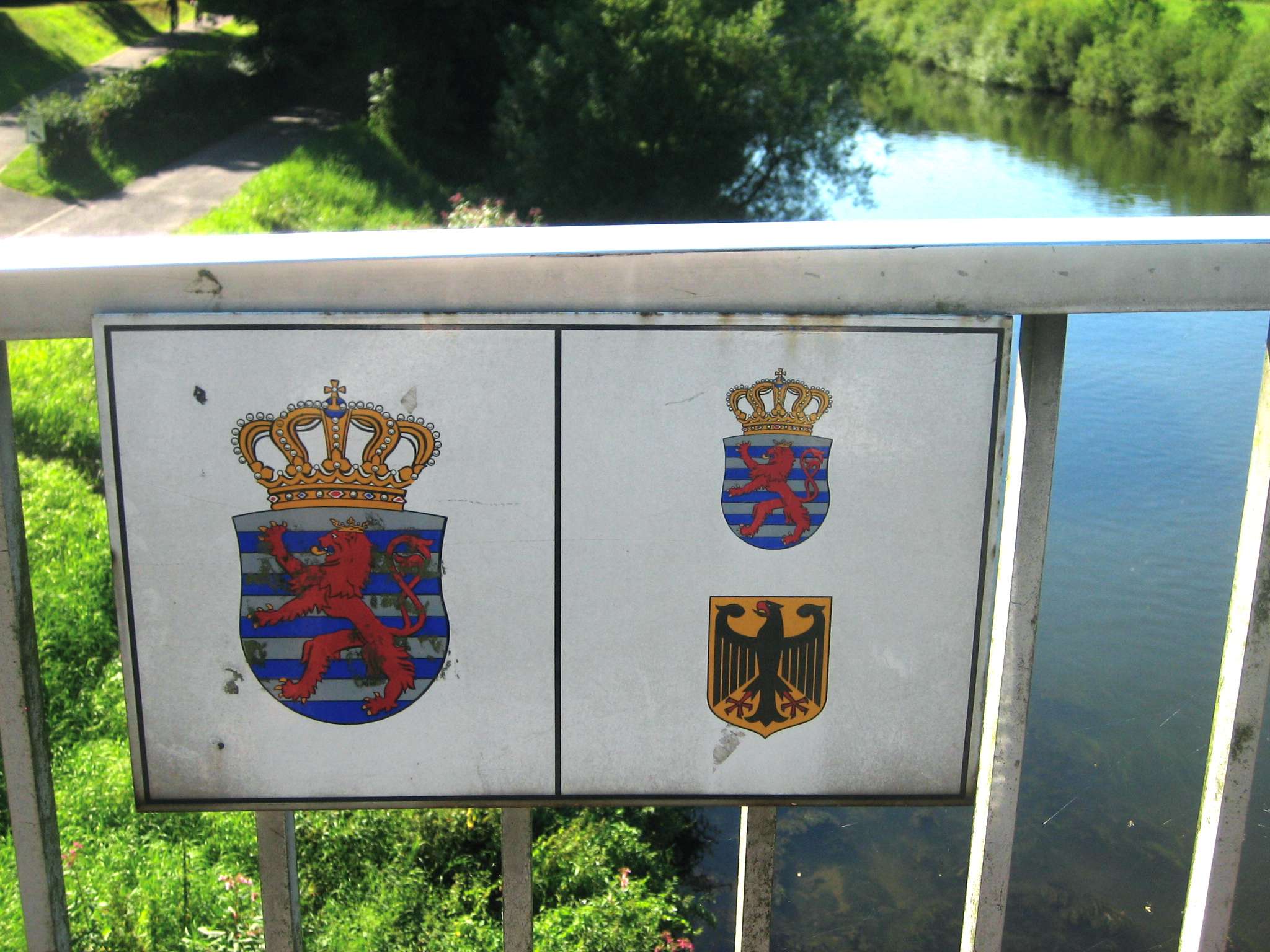
Panneau sur la passerelle franchissant la Sûre, entre le Luxembourg et l'Allemagne. À gauche, territoire luxembourgeois ; à droite, condominium entre l'Allemagne et le Luxembourg.

- Les cours d'eau qui forment la frontière entre l'Allemagne et le Luxembourg (c'est-à-dire la Moselle et ses affluents, la Sûre et l'Our) sont un condominium des deux pays, institué entre les Pays-Bas et la Prusse depuis le Traité de Vienne de 1815 et les traités bilatéraux de fixation des frontières en 1815 et 1816 et reconduit par les États successeurs (Luxembourg et Allemagne). Ils partagent également la souveraineté des ponts, ainsi que celle de la pointe d'une île près de Schengen. Le tout constitue la Communauté territoriale germano-luxembourgeoise.
- Le golfe de Fonseca, ainsi que les eaux territoriales adjacentes à son embouchure, est en partie sous la souveraineté commune du Salvador, du Honduras et du Nicaragua depuis 1992.
- Une partie du Paraná, entre Salto Grande de Sete Quedas et la confluence avec l'Iguaçu, forme la frontière entre le Brésil et le Paraguay, est un condominium des deux pays.

### Territoire lacustre
- L'Obersee, partie supérieure du lac de Constance est un condominium entre l'Allemagne, l'Autriche et la Suisse[17].

### Territoires terrestres
- L'île des Faisans, sur la Bidassoa près d'Hendaye, est administrée alternativement par la France et l'Espagne, six mois chacun, depuis le traité des Pyrénées de 1659. Il s'agit du seul exemple actuel de juridiction alternée sur un territoire.
- Les îles du fleuve Congo entre la république du Congo et la république démocratique du Congo, à l’exception de l'île M’Bamou du pool Malebo.

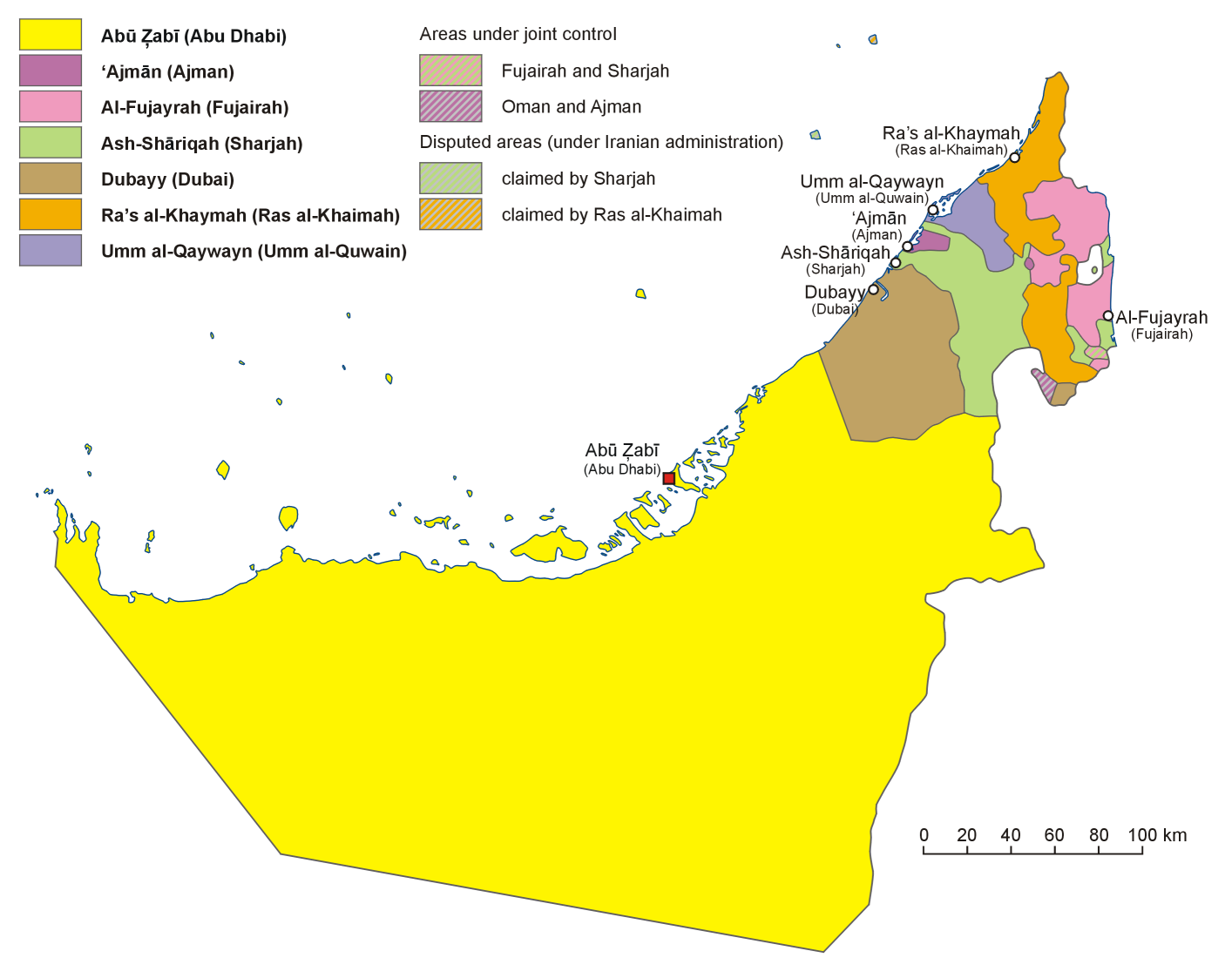
Carte des Émirats arabes unis.

- Carte des Émirats arabes unis. Plusieurs territoires des Émirats arabes unis sont administrés conjointement par des entités non souveraines, seule l'enclave de Hadf (en) est sous contrôle de l'émirat d'Ajman (une des entités — non souveraines — membres des Émirats arabes unis) et du sultanat — souverain — d'Oman.

## Anciens condominiums

### Formes féodales
- Andorre constituait de 1278 à 1993 un paréage (forme féodale de condominium) entre l’évêque d’Urgell (actuellement en Espagne) et le comte de Foix (dont la cosouveraineté est ensuite passée au roi de Navarre, puis au roi de France, puis, enfin, au président de la République française, qui la détient actuellement). Depuis l'adoption de la Constitution de 1993, Andorre est un État souverain, membre de diverses organisations internationales, les deux coprinces ne restant que « chefs d'État indivis ».
- Arménie (VIIe siècle) : entre les Empire romain d'Orient et le Califat.
- Cambodge partagé du XVIIe siècle à l'époque du Protectorat français du Cambodge par le Siam et la Dynastie Nguyễn. Oudong fut la capitale régionale siamoise et Phnom Penh celle des Viêtnamiens en attente d'une solution d'annexion par l'un des deux pays.
- Chypre (688-965) : entre l'Empire romain d'Orient et le Califat (omeyyade, puis abbasside).
- Erfurt (XIIe siècle-XVIIe siècle) : partagé entre l'archevêque de Mayence et les comtes de Gleichen, ces derniers remplacés par le conseil de la ville en 1289, le landgrave de Thuringe en 1327 et la maison de Wettin en 1483.
- Frise (1165-1493) : le comté de Frise est, de 1165 à 1493, un condominium du comte de Hollande et du prince-évêque d'Utrecht.
- Maastricht (1648-1794) : la ville est placée en 1204 sous la double seigneurie du duc de Brabant et du prince-évêque de Liège. En 1648, elle devient un vrai condominium entre les Provinces-Unies et la principauté de Liège.
- le village de Nennig (actuellement en Sarre allemande) fut un condominium de l'évêché de Trèves, de la Lorraine (dépendant du Royaume de France à partir de 1766) et du Luxembourg jusqu'à son annexion par la France révolutionnaire en 1794.

## Condominiums historiques

### Formes modernes
- Bosnie-Herzégovine (1878-1918) : D'abord, administré par l'Autriche-Hongrie au nom du Sultan ottoman, qui y conserve certaines prérogatives, le territoire, annexé par la double monarchie, n'est dévolu à aucune des deux parties de la monarchie danubienne.
- Îles Canton et Enderbury (1939-1979) : îles du Pacifique sous condominium américano-britannique, rejoignent les Kiribati en 1979.
- Kamerun (1916-1918) : colonie allemande depuis 1884, le Cameroun est occupé par les armées franco-britanniques en 1916 et devient un condominium de ces pays. En 1922, l'ancienne colonie est divisée en deux territoires sous mandats distincts, le Cameroun français qui englobe la plus grande partie de l'ancien territoire et le Cameroun britannique, dont la partie septentrionale Cameroun septentrional (Northern Cameroons) intégra le Nigeria en 1961, tandis que la même année la partie méridionale Cameroun méridional (Southern Cameroons) fusionnera avec la république du Cameroun (ex-Cameroun français) pour former la république fédérale du Cameroun, puis république du Cameroun.
- Couto Misto fut généralement considéré comme un condominium hispano-portugais jusque 1864, date de son incorporation à l'Espagne.
- La Ville libre de Cracovie fut un protectorat conjoint de l'Autriche, de la Prusse et de la Russie de 1815 à 1846, jusqu'à son incorporation à l'Autriche.
- Croatie (1941-1943) : l'État indépendant de Croatie est un condominium territorial de l'Allemagne nazie et de l'Italie fasciste jusqu'à la chute du régime italien en 1943.
- la Dobroudja septentrionale (dans l'actuelle Roumanie) fut administrée conjointement par les Empires centraux (Allemagne-Autriche-Bulgarie) pendant la Première Guerre mondiale .
- Égypte (1876-1882) : entre le Royaume-Uni et la France, il fut arrêté par le Royaume-Uni à la suite d'une émeute en juillet 1882.
- Moresnet neutre (1814-1919) : partagé en 1816 entre la Prusse et les Pays-Bas (Belgique après 1830).
- Nauru (1923-1942, 1947-1968) : territoire sous mandat britannique (Australie, Nouvelle-Zélande et Royaume-Uni), administré par l'Australie de 1923 à 1942, puis de 1947 à 1968.
- Nouvelles-Hébrides (1906-1980) : entre la France et le Royaume-Uni, indépendant en 1980 pour former l'actuel Vanuatu.
- Oregon Country (1818-1846) : entre les États-Unis et le Royaume-Uni.
- Sakhaline (1855-1905) : en 1855, les empires japonais et russes signent le traité de Shimoda, autorisant les habitants des deux pays à habiter l'île, les Russes au nord et les Japonais au sud, sans frontière claire entre les deux. En 1905, après la guerre russo-japonaise, le Japon annexe le territoire au sud de 50° N. En 1945, l'Union soviétique prend le contrôle de toute l'île.
- Samoa (1889-1899) : sous protectorat conjoint de l'Allemagne, des États-Unis et du Royaume-Uni.
- le Schleswig-Holstein fut administrée conjointement par la Prusse et l'Autriche après la Deuxième guerre du Schleswig de 1864, et ce jusqu'à sa partition l'année suivante selon la Convention de Gastein.
- Soudan (1899-1956) : entre l'Égypte et le Royaume-Uni. Bien que le système n'ait pas été accepté par les nationalistes égyptiens et soudanais, et par la suite désavoué par le gouvernement égyptien, il a persisté du fait du contrôle effectif des Britanniques sur l'Égypte elle-même.
- Togoland (1914-1916) : colonie allemande depuis 1905, le Togoland est occupé par les armées franco-britanniques en 1914 et devient un condominium de ces pays. Il est divisé en 1916 en zones britanniques et françaises, transformées en 1922 en deux territoires sous mandats distincts, le Togoland britannique (qui rejoint la Côte-de-l'Or en 1956, actuel Ghana) et le Togoland français (actuel Togo).

## Autre utilisation
En Amérique du Nord, le terme « condominium », ou « condo » dans le langage courant, désigne un appartement en copropriété, divise ou indivise (selon qu'il s'agisse de lots distincts ou non distincts).
En Asie du Sud-Est, ainsi qu'au Brésil, il désigne un groupe d'appartements dans un immeuble ou un lotissement clos et sécurisé.